# Niphaea
Niphaea es un género con 21 especies de plantas herbáceas perteneciente a la familia Gesneriaceae. Es originario de América.

## Descripción
Son plantas herbáceas, perennifolias con rizomas escamosos. El tallo es bajo, erecto, herbáceo y cilíndrico. Las hojas son opuestas, pecioladas, limbo ovad, serradas, las venas principales y secundarias, a veces,  de color blanco plateado, suaves y peludas. Las inflorescencias en cimas axilares con 1 a pocas flores y con un largo pecíolo, ± componen un corimbo terminal. Sépalos formando un cáliz campanulado. Corola  superficialmente campanulada de color blanco. El fruto es ovoide, seco, en forma de cápsula dehiscente.

## Distribución y hábitat
Se distribuyen desde México a Guatemala, donde se encuentra en los bosques, creciendo en lugares húmedos y sombríos , en los bancos de tierra o en las rocas. 

## Etimología
El nombre del género deriva de las palabras griegas νιφος,  niphos = nieve, en alusión a las flores blancas.

## Taxonomía
En la costumbre y en la forma de las flores (con flores de polen) Niphaea es muy similar al género Phinaea,  ya que tiene filamentos (los de los estambres anteriores curvados hacia adentro), con cápsulas en parte un poco carnosas y un número de cromosomas diferente. 

## Especies
| - Niphaea alba - Niphaea albo - Niphaea albo lineata - Niphaea anoectochilifolia - Niphaea argyroneura - Niphaea caripensis - Niphaea crenata | - Niphaea cupreo - Niphaea discolor - Niphaea domingensis - Niphaea elata - Niphaea mexicana - Niphaea oblonga - Niphaea parviflora | - Niphaea peruviana - Niphaea pulchella - Niphaea roezli - Niphaea rubida - Niphaea rubra - Niphaea saxicola - Niphaea warszewiczii |